# André Schlüssel
André Schlüssel ( Schluessel ) ( 14 de febrero de 1970 , Zúrich - ) es un botánico, curador, y profesor suizo, que desarrolla su actividad académica en el Conservatorio y Jardín botánico de Ginebra, y curador principal. Es colaborador del programa para la "Flora de Córcega" bajo la dirección de D. Jeanmonod (1953-). Ha participado de expediciones botánicas a Córcega, y a Paraguay

## Algunas publicaciones
- daniel Jeanmonod, a. Schlüssel (ed.) 2008. Notes et contributions à la flore de Corse, XXII. Candollea 63: 131-151
- g Bosc, j. Gamisans, a. Schüssel. 2007. Brassicaceae, pp 541-572. In: Jeanmonod, D.& J. Gamisans (eds.) Flora Corsica. Aix-en-Provence: Edisud
- ---------------, a. Schlüssel (ed.) 2006. Notes et contributions à la flore de Corse, XXI. Candollea 61: 93-134
- ---------------, ---------------. (ed.) 2004. Notes et contributions à la flore de Corse, XX. Candollea 59: 65-94
- ---------------, ---------------. (ed.) 2003. Notes et contributions à la flore de Corse, XIX. Candollea 58: 273-287
- ---------------, ---------------. (ed.) 2002. Notes et contributions à la flore de Corse, XVIII. Candollea 56: 327-362
- j.-p. Theurillat, a. Schüssel. 1996. L'écocline subalpin-alpin: diversité et phénologie des plantes vasculaires. Bull. Murith., Soc. Val. Sci. Nat. 114: 163-169

### Libros
- daniel Jeanmonod, a. Schlüssel, j. Gamisans. 2004. Asteraceae -II. in Compléments au Prodrome de la Flore Corse. Ed. Conservatoire et Jardin Botaniques, Genève. 256 pp. ISBN 2827708159

## Honores
- Secretario General del "Corsican Flora Program"
- Editor de "Compléments au Prodrome de la Flore Corse"
- Miembro de OPTIMA International Board (Organización para la Investigación fitosanitarias y taxonómicas de la zona mediterránea)

- La abreviatura «Schlüssel» se emplea para indicar a André Schlüssel como autoridad en la descripción y clasificación científica de los vegetales.[2]